# Konono Nº1
Konono Nº1 ist eine Weltmusik-Gruppe aus Kinshasa in der Demokratischen Republik Kongo, die traditionelle afrikanische Musik mit moderner elektronischer Musik kombiniert. Die Gruppe verbindet den Klang dreier Likembes (auch „Sanza“ oder „Daumenpiano“ genannt) mit Gesang, Perkussion und Tanz. Der volle Name der Gruppe lautet L´orchestre folklorique T.P. Konono Nº1 de Mingiedi. „T.P.“ steht hierbei für tout puissant (kraftvoll) und ist eine Hommage an die kongolesische Musikerlegende Franco Luambo und seine Band T.P. OK Jazz.

## Geschichte und Musik

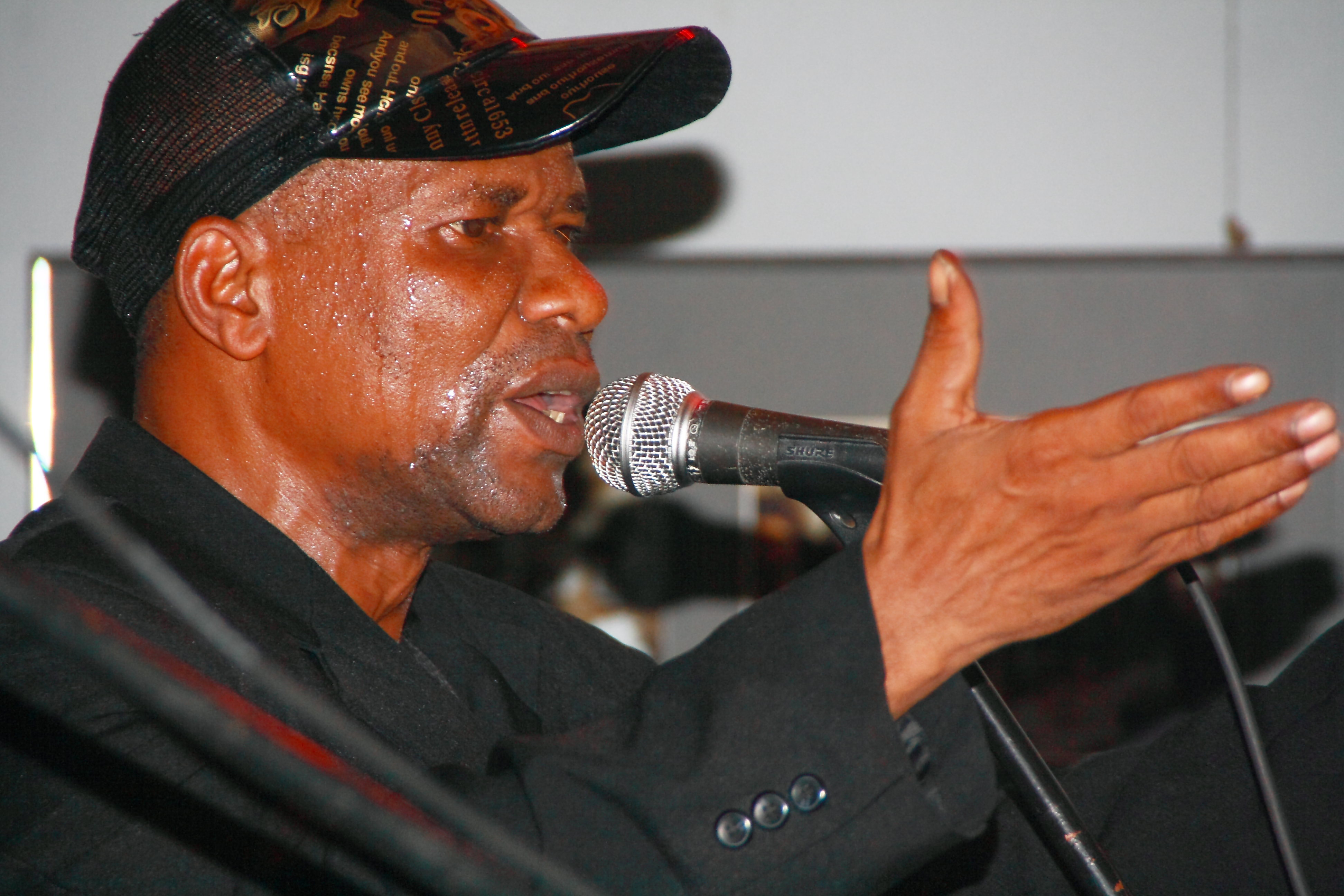
Mawangu Mingiedi

Konono Nº1 wurde nach Angaben der Plattenfirma Crammed Discs in den 1960er Jahren von dem LKW-Fahrer und Likembespieler Mawangu Mingiedi gegründet. Ein erster Titel (Mungua-Muanga) des Orchestre Tout Puissant Likembe Konono Nº1 wurde im November 1978 aufgenommen und 1987 auf der Kompilation Zaire: Musiques Urbaines a Kinshasa veröffentlicht. Seit diesem Zeitraum übt die Gruppe einen starken Einfluss auf zahlreiche Musiker Zentralafrikas aus.
Mawangu Mingiedi gehört der ethnischen Gruppe der Zombo (oder auch Bazombo), deren Heimat nahe der Grenze zu Angola liegt, an. Für sein Likembeensemble adaptierte Mingiedi rituelle Musik der Zombo, die ursprünglich auf Hörnern aus Elefantenstoßzähnen gespielt wurde. Neben den Likembes in drei verschiedenen Stimmungen benutzt die Band für ihre Musik weitgehend selbstgefertigte Perkussionsinstrumente aus Materialien vom Schrottplatz, alten Autoteilen u. a. Zur Verstärkung des Gesangs dienten ursprünglich Megafone, die sogenannten „lance-voix“ (wörtl. „Stimmenwerfer“).
Dazu benutzten sie selbstgebaute Mikrofone, Verstärker und riesige, auffällige, trichterförmige Lautsprecher, die immer noch Teil ihres Bühnenequipments sind. Diese Ausstattung bestimmte ihren verzerrten Sound und zog mit ihrer DIY-Ästhetik ab 2005, als sie beim Eurockéennes-Festival in Belfort auftraten, auch vermehrt die Fans von Rock und elektronischer Musik an. Ab da tourte die Gruppe häufig in Nordamerika und Europa.
Die Amsterdamer Anarcho-Punk-Band The Ex coverte einen Titel von Konono Nº1. 2007 arbeitete die Gruppe mit Björk für den Titel Earth Intruders auf deren Album Volta zusammen und begleitete sie auf der Tour zum Album. 2010 arbeitete die Gruppe mit Seal, Jeff Beck u. a. an Herbie Hancocks Album The Imagine Project mit. Das Album wurde nominiert für die Grammy Awards 2011 als beste Zusammenarbeit mit Gesang im Bereich Pop.

## Diskografie
- Zaire: Musiques Urbaines a Kinshasa (1987; Ocora 559007), aufgenommen 1978
- Lubuaku (2004; Terp)
- Congotronics (2004; Crammed Discs)
- Congotronics 2 (2004; Crammed Discs), Compilation versch. Künstler mit einem Titel von Konono Nº1
- Live at Couleur Café (2007; Crammed Discs), nominiert für die Grammy Awards 2008 als bestes traditionelles Weltmusikalbum
- Assumed Crash Position (2010; Crammed Discs)
- Congotronics Vinyl Box Set (2011; Crammed Discs)
- Konono N°1 Meets Batida (2016; Crammed Discs)

## Auszeichnungen
- Newcomer Award bei den BBC Radio 3 Awards for World Music.[4]